# Banque française du commerce extérieur
 (septembre 2021).
Si vous disposez d'ouvrages ou d'articles de référence ou si vous connaissez des sites web de qualité traitant du thème abordé ici, merci de compléter l'article en donnant les références utiles à sa vérifiabilité et en les liant à la section « Notes et références ».
La Banque française du commerce extérieur (BFCE) est une banque publique française, créée en 1946 pour faciliter le financement des opérations de commerce extérieur des entreprises françaises.

## Historique
Dans les années 1970, la BFCE est dirigée par François Giscard d'Estaing.
Elle est progressivement privatisée, puis reprise par le Crédit national en 1996.
Dans les caves du siège de la BFCE, à l'hôtel Moreau, à l'occasion de travaux réalisés en 1977 dans le quartier parisien de la Chaussée-d'Antin, 143 fragments des statues royales de Notre-Dame décapitées lors de la Révolution française sont redécouverts ; 21 des 28 têtes de rois sont trouvées. Ces restes sont ensuite exposés au musée de Cluny.